# ملكة جمال بلجيكا 2009
ملكة جمال بلجيكا 2009 هي النسخة الواحدة والأربعين من مسابقة ملكة جمال بلجيكا، أقيمت في 23 ديسمبر 2008 في سبيرودوم، شارلروا، بلجيكا. شاركة في المسابقة 20 متسابقة يمثلون مقاطعات وبلديات بلجيكا. في نهاية الحدث توجت زينب سيفر وشاركة في كلا من مسابقة ملكة جمال الكون 2009 وملكة جمال العالم 2009.
دخلت الوصيفة الأولى ملكة جمال إنترناشيونال 2009. دخلت العداءة الثالثة ملكة جمال السياحة كوين الدولية 2009 ودخلت الوصيفة الرابعة ملكة جمال إنتركونتيننتال 2009.

## النتائج

### المراكز النهائية
| النتائج النهائية      | المتنافسة |
| --------------------- | --- |
| ملكة جمال بلجيكا 2009 | - بروكسل - زينب سيفر |
| الوصيفة الأولى        | - هينو - كاساندرا ديرميليو |
| الوصيفة الثانية       | - هسلت - ميشيل تيسين |
| الوصيفة الثالثة       | - ليمبورغ - ديبي فايس |
| الوصيفة الرابعة       | - يوبين سانكت فيث - سيرين سيراك |
| نصف النهائي           | - برابانت والون - شارلوت ويثوفس - أوستند - لورين فانبيرفليت - فلاندر الشرقية - ستيفاني ديهنين - أنتويرب - ليندسي بلاسيو - لوكسمبورغ - أليسيا ماسو |

### جائزة خاصة
| جائزة              | متنافسة                         |
| ------------------ | ------------------------------- |
| ملكة جمال اللطافة  | - هينو - كاساندرا ديرميليو      |
| ملكة جمال الجاذبية | - لوفن - هند بن ضيفه            |
| ملكة جمال الإنترنت | - برابانت والون - شارلوت ويثوفس |